# Jorge Sanguina
Jorge Luis Sanguina Morínigo (Coronel Oviedo, 2 de mayo de 1999) es un futbolista paraguayo. Juega de delantero y su equipo actual es Colón de Santa Fe de la Primera Nacional del Fútbol Argentino.

## Trayectoria
Debutó el 10 de junio de 2017, en el partido que su equipo Libertad le ganó 3 a 0 a Olimpia por la vigésima fecha del Torneo Apertura 2017, aportando una asistencia en ese partido.

## Clubes
| Club                | País     | Año         |
| ------------------- | -------- | ----------- |
| Libertad            | Paraguay | 2017 - 2018 |
| Rubio Ñu (Préstamo) | Paraguay | 2019 - 2020 |
| Atyrá (Préstamo)    | Paraguay | 2021        |
| Ameliano (Préstamo) | Paraguay | 2022        |